# A világ népi eposzainak listája
A világ népi eposzai azok az eposzok, amelyek nemcsak irodalmi remekművek, hanem egy nép világképének szerves részét is képezik. Eredetileg szóbeli irodalmak voltak, amelyeket később vagy egyetlen szerző, vagy több író írt le.

## Amerika
- Araukánok könyve - spanyol, Chile
- Hiawatha éneke - indián
- Diné Bahane - navaho
- Popol Vuh - maja-kicse

## Afrika
- Bayajidda - nyugat afrika
- Eri - nyugat afrika
- Ibonia - madagaszkár
- Liandzsa - mongo
- Liongo - szuahéli
- Kebra Nagast - etióp
- Moneblum a kék ember - kameruni bulu
- Mwet ének - bulu
- Mwindo - nyanga, Kongó
- Oduduwa - nyugat afrika
- Ozidi Saga - ijaw, Nigéria
- Silamaka - nyugat afrika
- Szilamaka és Pullori - fulani
- Szungyata - mali
- Tambuka története - szuahéli

## Közel-kelet
- Adapa-eposz – sumer-akkád
- Atrahaszísz-eposz – sumer-akkád
- Etana - sumér akkád
- Gilgames-eposz – sumer-akkád
- Kumarabi - hettita
- Lugalbanda és Enmerkar – sumer-akkád
- Oguz kán - iráni-török
- A szaszuni hősök - örmény
- Sáhnáme – Királyok könyve perzsa

## Észak és Közép Ázsia
- Bum erdene - mongol
- Dede Korkut könyve - oguz
- Dorvizsi - udmurt
- Geszer kán – burját-mongol
- Igor-ének – orosz
- Körglu - azerbajdzsán
- Manasz – kirgiz
- Masztorava - erza-moksa
- Nart - oszét
- Szijazsar – mordvin
- Szomatu - szmojéd
- Ural Batir – baskír

## Dél-Ázsia és India
- Maduraikándzsi - tamil
- Mahábhárata – szanszkrit-hindu
- Puránák – szanszkrit-hindu
- Rámájana – szanszkrit-hindu
- Silappadiháram - tamil
- Védák – szanszkrit-hindu

## Kelet Ázsia
- Ko-Dzsi-Ki – japán

## Európa
- Aeneis – római
- A lusiadák – portugál
- A párducbőrös lovag – grúz
- Beowulf – angol
- Buda halála – magyar
- Cid-ének – spanyol
- Edda – óizlandi-germán
- Gudrun-ének – középkori német
- Hildebrand-ének – középkori német
- Iliasz – ógörög
- Kalevala – finn
- Kalevipoeg – észt
- Lāčplēsis (Medveölő) – lett
- Mabinogion – walesi
- Mireiò – provanszál
- Nibelung-ének – óizlandi-germán
- Odüsszeia – ógörög
- Az eszeveszett Orlando – olasz
- Pan Tadeusz – lengyel
- Pekó - szetu (észt)
- Roland-ének – középkori francia
- Szigeti veszedelem - magyar
- Tain Bó Cúailnge - középkori ír
- Waltharius (Erős kezű Waltharius) - kora középkori
- Zalán futása – magyar